# Frontera entre Eslovenia e Italia
La frontera entre Italia y Eslovenia es la frontera internacional terrestre y marítima entre Eslovenia e Italia, estados integrados a la Unión Europea y en el espacio Schengen. Separa la región italiana de Friuli-Venecia Julia de las regiones eslovenas de Alta Carniola, Litoral-Karst y Goriška.

## Trazado

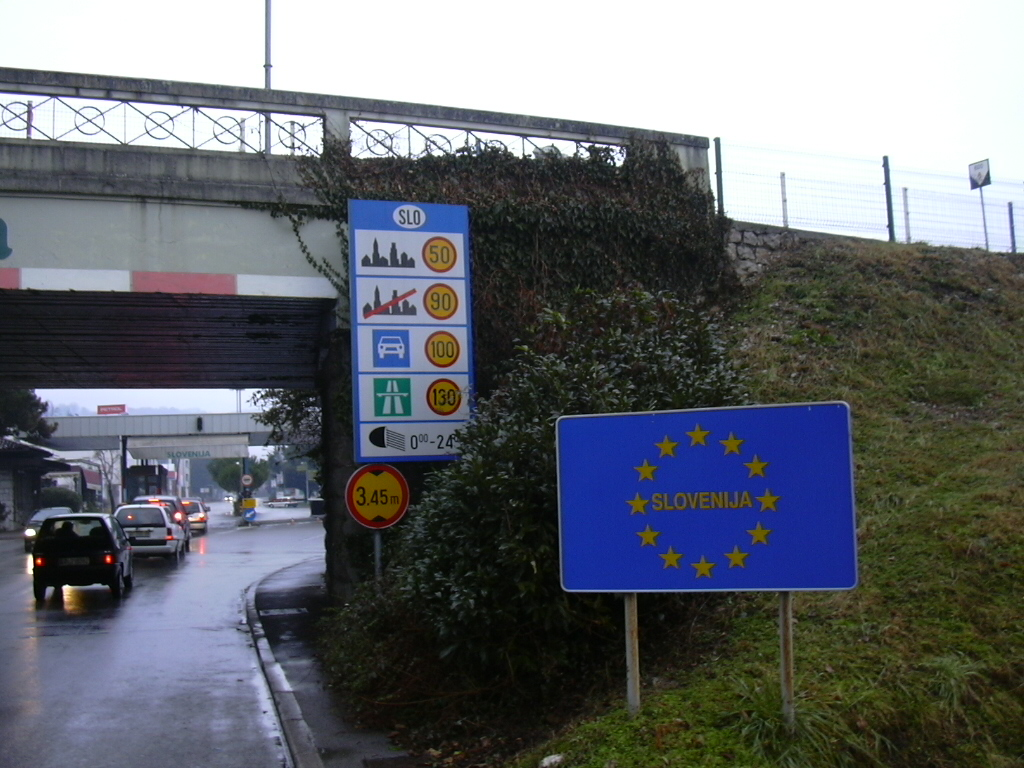
Frontera que separa Gorizia de Nova Gorica.

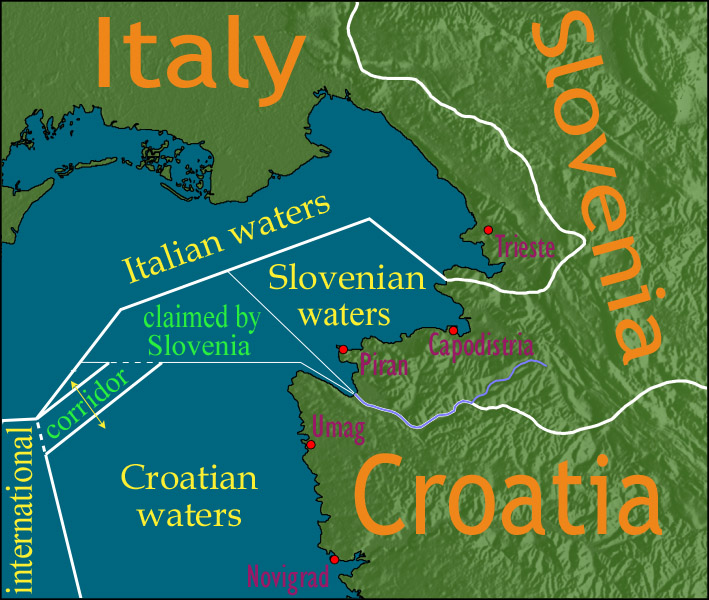
Disputas territoriales al nordeste del mar Adriático.

La frontera terrestre empieza en el trifinio constituido por las fronteras austro-italiana y austro-eslovena, bordea la cumbre más alta de Eslovenia, el Triglav. Continúa al sur por 218 km y acaba en el mar Adriático, cerca del pueblo italiano de Villaggio Castelletto, un pueblo del municipio de Muggia (situado al sur de Trieste)  que alcanza totalmente la bahía de Muggia en beneficio de Italia.

## Historia
El trazado de la frontera, fijado para la parte más septentrional por la entrada en vigor del tratado de París (1947), se completó el 26 de octubre de 1954 cuando se repartió el Territorio libre de Trieste, que se creó después de la Segunda Guerra Mundial en 1947. Hasta entonces, este territorio se dividió en dos zonas de ocupación: la zona A por las tropas angloamericanas y la zona B por tropas yugoslavas. Cuando se compartió el memorando de entendimiento, Italia recuperó la zona A, mientras que Yugoslavia ocupó la Zona B y la integró a las repúblicas socialistas de Eslovenia y Croacia, Estados miembros de la República Federativa Socialista de Yugoslavia. El reparto no fue recogido hasta 1975 en el tratado de Osimo.  Desde su independencia en 1991, Eslovenia es el único país de la antigua Yugoslavia que todavía tiene  frontera con Italia.